# Bafoulabé
Bafoulabé – miasto w Mali; 30 600 mieszkańców (2006). Przemysł spożywczy, włókienniczy. Miasto położone jest u zbiegu rzek Bafing i Bakoye, tworzących tu rzekę Senegal.